# 진영운동장
진영운동장(進永運動場, Jinyeong Stadium)은 대한민국 경상남도 김해시에 있는 스포츠 시설이다. 인조잔디 필드와 플러버 트랙이 갖춰진 경기장이며, 1999년 1월에 준공되었다.

## 참고 문헌
- 《2023 전국 공공체육시설 현황 (2022년 12월말 기준)》. 대한민국 문화체육관광부. 2024.
- “진영운동장”. 김해도시개발공사.